# 3e congresdistrict van Californië
Het 3e congresdistrict van Californië, vaak afgekort als CA-3, is een kiesdistrict voor het Amerikaanse Huis van Afgevaardigden. Het omvat momenteel gebieden ten noorden en westen van Sacramento, inclusief de county's Colusa, Sutter en Yuba en delen van Glenn, Lake, Sacramento County, Solano en Yolo. Sacramento zelf hoort bij het 6e district, terwijl de oostelijke voorsteden tot het 7e horen. Belangrijke plaatsen in het derde district zijn Davis, Fairfield, Marysville, Vacaville, Woodland en Yuba City. Volgens de American Community Survey van het Census Bureau wonen er 698.044 mensen.
De Democraat John Garamendi vertegenwoordigt het district sinds 3 januari 2013 in het Huis van Afgevaardigden. Het congresdistrict heeft een Cook-rating van D+1, wat betekent dat het district 1% Democratischer is dan het land als geheel.

## Vóór 2013

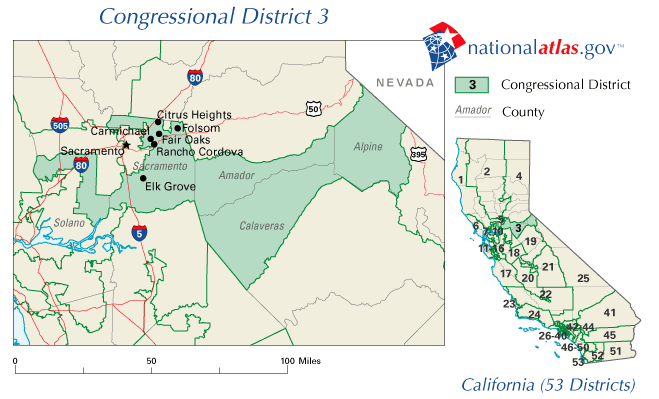
Het district van 2003 tot 2013.

Voor de hertekening van de Californische congresdistricten door de California Citizens Redistricting Commission in 2011 viel het gebied ten noordoosten van Sacramento onder het 2e district, terwijl het gebied ten westen van de hoofdstad verdeeld was over het 1e, 3e, 7e en 10e district.
Het derde district bestond toen uit delen van Sacramento County, zonder Sacramento zelf, en uit delen van Alpine, Amador en Calaveras, alsook een stuk van Solano County. De meeste inwoners woonden in de voorsteden van Sacramento. In totaal woonde 86,4% van de inwoners in een stedelijke omgeving.
Van 2005 tot 2013 vertegenwoordigde de Republikein Dan Lungren het district. Vroeger was het derde district een Democratisch bastion. Langzamerhand werd het district Republikeinser en in 1998 verkoos het een Republikeinse afgevaardigde. Door de hertekening van 2001 (in gebruik genomen in 2003) werd het district compacter en Republikeinser, maar helemaal niet zo Republikeins als het naburige 4e district. De meer Democratische voorsteden van Sacramento vielen overigens buiten het derde district en lagen vooral in het vijfde. In de presidentsverkiezingen won George W. Bush het district in 2004 met 58,2% van de stemmen. In 2008 slaagde de Democraat Barack Obama erin een pluraliteit te behalen in het district.